# Musca splendens
Musca splendens är en tvåvingeart som beskrevs av Adrian C. Pont 1980. Musca splendens ingår i släktet Musca och familjen husflugor. Inga underarter finns listade i Catalogue of Life.